# Андринське міське поселення
Андри́нське міське поселення (рос. Андринское городское поселение) — міське поселення у складі Октябрського району Ханти-Мансійського автономного округу Тюменської області Росії.
Адміністративний центр та єдиний населений пункт — селище міського типу Андра.
Населення сільського поселення становить 1529 осіб (2017; 1830 у 2010, 1974 у 2002).